# Pronto ad uccidere
Pronto ad uccidere è un film del 1976 diretto da Franco Prosperi.

## Trama
Massimo Torlani è un giovane poliziotto romano che ha un conto in sospeso con alcuni trafficanti di droga che hanno causato la paralisi di sua madre durante una sparatoria. Massimo decide quindi di fingersi un killer per poter entrare nell'organizzazione mafiosa. Viene assunto come poliziotto sotto copertura. Torlani aggredisce un gioielliere, viene arrestato e deve farsi valere contro i compagni di carcere. In un combattimento riesce a sconfiggere il famigerato delinquente della prigione Manolo. Sale nella gerarchia carceraria e incontra il boss del crimine Giulianelli, che sta pianificando un'evasione. Mentre Bavoso rileva il territorio occupato da Giulianelli, il boss e Torlani evadono dal carcere. Bavoso viene a sapere del tentativo riuscito di fuga e fa prendere di mira Giulianelli da due sicari. Quest'ultimo rimane ferito in una sparatoria, ma Torlani uccide i due sicari. In segno di gratitudine, Giulianelli accoglie nella sua banda Torlani, il quale riesce successivamente ad uccidere Bavoso per conto di Giulianelli. Ma Torlani vuole arrivare ai capi della criminalità organizzata. Giulianelli porta Torlani a un incontro mafioso a Genova con il padrino Perroni. Il giovane poliziotto si rende conto che i due delinquenti che hanno reso storpia sua madre appartengono alla banda di Perroni, la cui segretaria inizia una relazione con Torlani. Giulianelli assume Torlani per trasportare un camion pieno di droga da Marsiglia all'Italia. Attraversa il confine ma lungo la strada Torlani viene ripetutamente attaccato da altri gangster, che risultano essere gli uomini di Perroni che vogliono tendere un'imboscata al camion. Dopo essere riuscito a sbarazzarsi di tutti i gangster, al punto d'incontro appare Perroni che vuole uccidere Torlani, ma la sua segretaria spara a Perroni uccidendolo e Torlani poi rivela di sapere che è un poliziotto sotto copertura. Torlani la porta a vedere Giulianelli a Sanremo. La droga viene caricata nello yacht di Giulianelli. Dopo aver lasciato il porto, questi viene inseguito e arrestato dalla polizia. Torlani si reca alla villa di Perone per vendicarsi dei due assassini che hanno ucciso sua madre. Quando arriva, gli uomini sono già morti, mentre la segretaria di Perroni sta per fuggire in macchina.

## Produzione
La moto usata Nella scena dell inseguimento con il camion fiat e' Una Suzuki GT 550 o una Suzuki GT 380

## Distribuzione
Distribuito nei cinema italiani il 9 ottobre 1976, Pronto ad uccidere ha incassato complessivamente 344.182.575 lire dell'epoca.
In Germania Ovest è uscito il 28 luglio 1977 col titolo Tote pflastern seinen Weg.